# Gernot Süßmuth

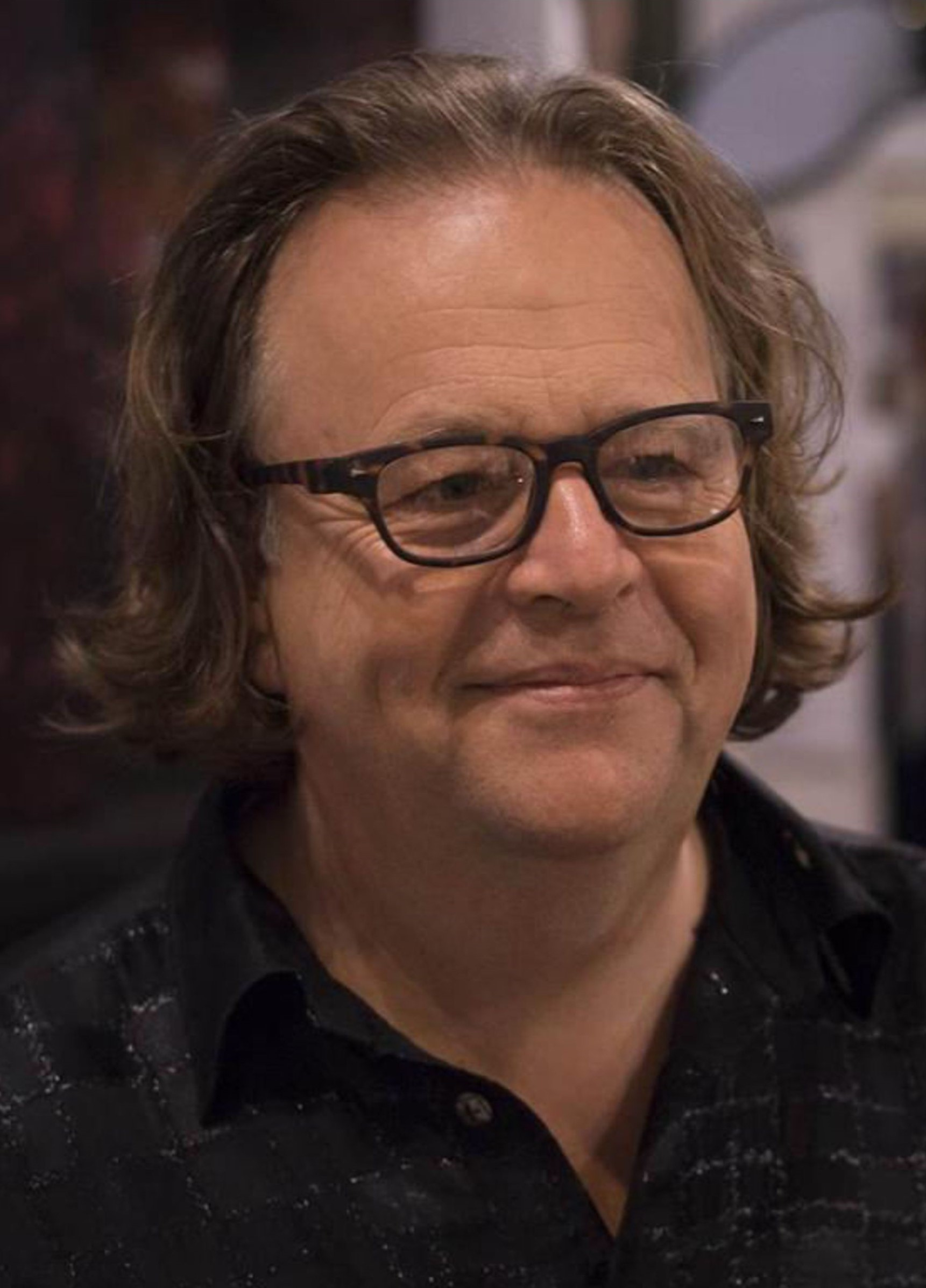
Gernot Süßmuth (2023)

Gernot Süßmuth (* 12. Oktober 1963 in Lauchhammer) ist ein deutscher Geiger und Politiker (BSW). Er ist erster Konzertmeister der Staatskapelle Weimar und Honorarprofessor an der Hochschule für Musik Weimar. Seit April 2025 ist er gemeinsam mit Katja Wolf Vorsitzender des BSW Thüringen.

## Leben und Wirken
Als Sohn von Gunthard Süßmuth (Umweltdezernent von Hoyerswerda) besuchte Gernot Süßmuth zunächst die Musikschule in Hoyerswerda. Mit neun Jahren trat er bereits als Solist mit Orchester auf. Es folgten Preise bei Kinder- und Jugendwettbewerben. Mit 16 Jahren studierte er an Hochschule für Musik Hanns Eisler Berlin. Sein Violinstudium schloss er 1984 mit dem Solistendiplom ab. 1985 engagierte ihn das Rundfunk-Sinfonieorchester Berlin als Konzertmeister. Von 2000 bis 2002 war er Konzertmeister der Staatskapelle Berlin. Seit August 2002 ist er erster Konzertmeister der Staatskapelle Weimar.
Süßmuth ist vor allem auch ein erfolgreicher Kammermusiker. Von 1983 bis März 2000 war er Mitglied des Petersen-Quartetts, trat in den großen internationalen Konzerthäusern auf und veröffentlichte zahlreiche CDs, die u. a. mit dem Grand Prix Du Disc, dem ECHO und dem Preis der Deutschen Schallplattenkritik prämiert wurden. Um die Jahrtausendwende gründete er zusammen mit seinem ehemaligen Quartettkollegen Hans-Jakob Eschenburg das Aperto Piano Quartett und 2008 mit Mirijam Contzen, Ulrich Eichenauer und Peter Hörr das Waldstein Quartett. Süßmuth war bis 2011 künstlerischer Leiter des European Union Chamber Orchestr und von 2001 bis 2014 Konzertmeister unter Helmuth Rilling bei der Bachakademie (Bach Collegium) Stuttgart.
Konzertreisen führten ihn als Dirigent und Solist durch Deutschland, in verschiedene Länder Mittel- und Südamerikas sowie nach England. Er war viele Jahre lang Konzertmeister beim Oregon Bach Festival. 2012 wurde er Leiter des Festivals WestfalenClassics. 2023 war er als Orchesterleiter mit der Camerata Salzburg auf Gastspielreise in China.
Neben seiner kammermusikalischen Tätigkeit tritt er regelmäßig als Solist und mit anderen renommierten Kammermusikpartnern auf, darunter Steven Bishop, Paul Meyer, Daniel Barenboim, Norbert Brainin und Martin Lovett.
2018 gründete Süßmuth das Thüringer Bach Collegium, mit dem er als künstlerischer Leiter einen eigenen Bach-Interpretationsstil entwickelte.
Süßmuth widmet sich seit vielen Jahren der Ausbildung junger Musiker an den Musikhochschulen in Berlin und Weimar und nahm 2004 eine Berufung zum Honorarprofessor an der Hochschule für Musik Franz Liszt in Weimar an. Seit etlichen Jahrzehnten wirkt er auch als Orchesterleiter bei den Sommerkursen der Werkgemeinschaft Musik.
Ludger Vollmer schrieb 2020 ein Violinkonzert für Gernot Süßmuth.
Verheiratet ist Süßmuth mit der Cellistin Dagmar Spengler-Süßmuth. Aus erster Ehe mit der Violonistin Regina Süßmuth entstammen zwei Kinder.

## Politik
Gernot Süßmuth trat am 15. März 2024 dem neugegründeten Bündnis Sahra Wagenknecht (BSW) bei und kandidierte auf Platz 16 der BSW-Landesliste für die Landtagswahl in Thüringen am 1. September 2024, bei der das BSW mit 15 Abgeordneten in den Landtag einzog. Zur Bundestagswahl 2025 wurde er als Direktkandidat im Wahlkreis 192 (Erfurt/Weimar) aufgestellt. Am 26. April 2025 wurde Süßmuth mit Katja Wolf zum Vorsitzenden des BSW Thüringen gewählt.

## Diskografie (Auswahl)
CDs
- Schmidt Kowalski: Sinfonie Nr. 4 . Violinkonzert Nr. 2, mit dem SWR Rundfunkorchester, Naxos 2006
- Haydn: Symphonies and Divertimenti, mit der Sinfonia Classica, Landor Records 2008
- Franz Schubert: Sonaten für Violine und Klavier, Querstand 2012
- Jon Pescevich: At the Edge of Night, Centaur Records 2018

mit dem Thüringer Bach Collegium
- Johann Ernst IV. von Sachsen Weimar Concerti, Audite 2019
- Johann Bernhard Bach: Orchestral Suites, Audite 2019
- Anton Schweitzer: Die Auferstehung Christi & Missa Brevis – Cantata, Capriccio 2021
- VIRTUOSI, Audite 2021
- Johann Sebastian Bach: Weihnachtsoratorium, Rondeau 2021
- Locatelli: Introduttioni teatrali, Audite 2023

mit dem Petersen Quartett
- Beethoven: Streichquartette C-Moll Op. 18/4 und A-Moll Op. 132, Capriccio 1986
- Mozart: 3 preußische Quartette, Capriccio 1992
- Beethoven: Streichquartette Op. 59/2 , Op. 95, Capriccio 1993
- Grieg / Schumann, Streichquartette, Capriccio 1993
- Boccherini: Streichquartette, Capriccio 1993
- Boris Blacher: Streichquartette, EDA 1994
- Mozart: 6 Streichquartette „Haydn-Quartette“, Capriccio 1994
- Alban Berg, Leoš Janáček, Henri Dutilleux, Capriccio 1994
- Erwin Schulhoff: String Quartet, String Sextet, Violin Sonata, Duo For Violin And Cello, Capriccio 1995 (Deutscher Schallplattenpreis)
- Beethoven: Streichquartette F-Dur Op. 18/1 und Cis-Moll Op. 131, Capriccio 1995 (Grand Prix Académie Chartes Cros, Editor’s Choice des Gramophone und der Preis Choc 1995 von Le Monde de la Musique)
- Franz Schubert: Der Tod und das Mädchen / Siegfried Matthus: Das Mädchen und der Tod, Capriccio 1998 (Echo Preis)
- Beethoven: Streichquartett Op. 130 / Grosse Fuge Op. 133, Capriccio 1999
- Chamber Music: Beethoven, Grieg, Brahms, Capriccio 1999
- Karl Amadeus Hartmann: Funebre, ECM 2000
- Milhaud, Ravel, Chausson, Lekue: Songs & Chamber Music, Capriccio 2001 (Echo Preis)